# 南希·S·威克斯勒
南希·S·威克斯勒（1945年7月19日—）是一位美国遗传学家和神经心理学家，哥倫比亞大學醫學院教授，知名于对亨丁頓舞蹈症相关基因的研究，其姐姐为历史学家和作家爱丽丝·R·威克斯勒，曾当选欧洲文理科学院院士、美国国家医学院院士和倫敦皇家內科醫師學會会士。